# Crotalus molossus molossus
Crotalus molossus molossus  – podgatunek jadowitego węża grzechotnika górskiego (Crotalus molossus) z podrodziny grzechotnikowatych w rodzinie żmijowatych.
Osobniki dorosłe osiągają zwykle długość między 60 a 120 cm. Występuje na terenie Stanów Zjednoczonych na obszarze Teksasu i Arizony. Spotykany na terenach górzystych, skalistych oraz na terenach pustynnych i półpustynnych. Prowadzą tak dzienny jak i nocny tryb życia. Osobniki tego gatunku są generalnie nieagresywne. Żywi się drobnymi kręgowcami.